# Яніс Хаджі
Яніс Хаджі (рум. Ianis Hagi; нар. 22 жовтня 1998, Стамбул) — румунський футболіст, півзахисник шотландського клубу «Рейнджерс» та національної збірної Румунії. Син відомого румунського футболіста Георге Хаджі.
Виступав, зокрема, за клуб «Віїторул» (Констанца), а також юнацьку збірну Румунії.

## Клубна кар'єра
Народився 22 жовтня 1998 року в місті Стамбул.
У дорослому футболі дебютував 2014 року виступами за команду клубу «Віїторул» (Констанца), в якій провів два сезони, взявши участь у 28 матчах чемпіонату. 
До складу клубу «Фіорентина» приєднався 2016 року. Відтоді встиг відіграти за «фіалок» 2 матчі в національному чемпіонаті.
Ще один сезон Яніс відіграв у складі бельгійського «Генка», з яким виграв Суперкубок Бельгії у 2019 році.
У січні 2020 року Хаджі на правах оренди приєднався до шотландського клубу «Рейнджерс». Влітку по закінченню сезону Яніс підписав з «Рейнджерсом» повноцінний контракт.

## Виступи за збірні
У 2014 році дебютував у складі юнацької збірної Румунії, взяв участь у 9 іграх на юнацькому рівні, відзначившись 3 забитими голами.
Восени 2018 року у матчі Ліги націй проти команди Литви Яніс Хаджі дебютував у складі національної збірної Румунії. Перший гол за національну команду Яніс забив у березні 2021 року.

## Титули і досягнення
- Володар Кубка Румунії (1):

«Віїторул»: 2018-19
- Володар Суперкубка Румунії (1):

«Віїторул»: 2019
- Володар Суперкубка Бельгії (1):

«Генк»: 2019
- Чемпіон Шотландії (1):

«Рейнджерс»: 2020-21
- Володар Кубка Шотландії (1):

«Рейнджерс»: 2021-22